# No One Like You
No One Like You è una canzone del 1982, pubblicata dalla band hard rock tedesca Scorpions, scritta dal chitarrista Rudolf Schenker e dal cantante Klaus Meine. È la terza canzone dell'album Blackout che  ha riscosso molta popolarità.
Si può dire che No One Like You sia un classico della band e che proprio per questo la ripropone in quasi tutti i concerti che fa in giro per il mondo, come anche tracce come Rock You Like a Hurricane, Still Loving You, Big City Nights e molte altre, No One Like You è stata anche reinterpretata dalla band punk rock Lagwagon nel 2002 e inserita nell'album Let's Talk About Leftovers.
Poco dopo l'uscita di Animal Magnetism e mentre si stava registrando l'album Blackout, Klaus Meine, il cantante della band, dovette abbandonare momentaneamente a causa di problemi alle corde vocali. Nel disco Don Dokken collaborò notevolmente alle parti corale per permettere a Klaus Meine di non sforzarsi troppo e di completare quindi le sue cure; è presente anche nel videogame Guitar Hero Encore: Rocks the 80s.
No One Like You è anche contenuta in svariate raccolte della band.

## Il video
Il video di No One Like You è ambientato nel carcere di Alcatraz.
Nel video, il protagonista è Klaus Meine; gli altri componenti della band si intravedono rinchiusi in delle celle, Rudolf Schenker indossa la solita bandana con gli occhiali fatti con forchette sulla faccia, come nella cover di "Blackout" e spacca una chitarra classica.

## Tracce
1. No One Like You (Schenker, Meine) - 3:57
2. Now! (Schenker, Meine, Rarebell) - 2:35

## Formazione
- Klaus Meine - voce
- Rudolf Schenker - chitarra ritmica
- Matthias Jabs - chitarra solista
- Francis Buchholz - basso
- Herman Rarebell - batteria

Altre partecipazioni
- Don Dokken - cori

## Classifica
| Anno | Classifica            | Posizione |
| ---- | --------------------- | --------- |
| 1982 | Mainstream Rock Chart | 1         |